# Ruth Graves Wakefield
Ruth Jones Graves Wakefield (* 17. Juni 1903 in Walpole, Massachusetts; † 10. Januar 1977 in Plymouth, Massachusetts) war eine US-amerikanische Gastwirtin, Köchin und Kochbuchautorin. Sie ist vor allem als Erfinderin des Chocolate chip cookie bekannt, einer in den Vereinigten Staaten sehr verbreiteten Kekssorte mit Schokoladenstückchen-Zusatz. In den Vereinigten Staaten sind mehrere Mythen über die Entstehungsgeschichte des Kekses verbreitet, laut denen Wakefield ihn durch Zufall kreierte, die allerdings nicht der Wahrheit entsprechen. Zudem ist nicht vollständig erwiesen, ob Wakefield die Sorte erfand oder nur bekannt machte.

## Frühe Jahre
Ruth Graves wurde in Walpole im US-Bundesstaat Massachusetts geboren und wuchs in der Stadt Easton im selben Staat auf. Nach ihrem Abschluss an der Oliver Ames High School ihres Heimatorts schrieb sie sich an der Universität Framingham State Normal School Department of Household Arts im Fach Ernährungswissenschaften ein. Nachdem sie das Studium 1924 absolviert hatte, arbeitete sie zunächst in verschiedenen Berufen. Sie unterrichtete Hauswirtschaftslehre an einer High School in Brockton, war in einem Krankenhaus als Diätassistentin tätig, arbeitete für ein Versorgungsunternehmen als Leiterin des Kundendienstes und hielt Vorträge über Ernährung.
1926 lernte Graves Kenneth Wakefield kennen, einen leitenden Angestellten eines Fleischverarbeitungsunternehmens. Die beiden heirateten im selben Jahr und bekamen später einen Sohn und eine Tochter.

## Karriere

### Gastwirtin
Im August 1930 erwarben die Wakefields ein Haus in Whitman, einer Kleinstadt zwischen Boston und New Bedford. Wie Ruth Wakefield später berichtete, sahen sie und ihr Mann in der Gegend einen guten Standort für ein Lokal, in dem die Gäste exquisit essen und sich dabei wie zuhause fühlen könnten. Deswegen machte das Ehepaar daraus einen Gasthof mit dem Namen Tollhouse Inn und ließ dort ein Schild mit der Aufschrift 1709 anbringen, dem angeblichen Einweihungsjahr des Gebäudes. Allerdings war das Haus erst im Jahr 1817 fertiggestellt worden, zudem ist unklar, ob es tatsächlich je ein Zollhaus war. Der Name könnte stattdessen auf den Standort des Restaurants angespielt haben. Denn an der daneben liegenden Verkehrsstraße, die nach East Bridgewater führte, soll viele Jahre lang eine Mautstelle eingerichtet gewesen sein. Laut Ruth Wakefield nahmen früher Passagiere von Postkutschen im Haus eine Mahlzeit zu sich, während die Kutscher eine Pause einlegten. Zudem soll der Vater des Malers Frank Vining Smith, der in dem Haus aufwuchs, ihr oft von seiner Kindheit erzählt haben.
Trotz der Great Depression entwickelte sich das Tollhouse Inn schnell zu einer beliebten Gaststätte. Das lag zum einen am niedrigen Preis der von Ruth Wakefield zubereiteten Speisen von einem Dollar. Zum anderen wollte sie den Kunden ein gemütliches Ambiente bieten. Deswegen erwarben sie und ihr Ehemann edle, teils aus dem Ausland importierte Einrichtungsgegenstände, beispielsweise dekorative Gläser, Leinentischdecken und Echtsilberbesteck. Auch war an jeder Tischunterseite ein Haken angebracht, an den Handtaschen gehängt werden konnten. Daneben diente anfangs nur das Vorderzimmer des Tollhouse Inn als Speiseraum. Dort hatten sieben Tische Platz. Innerhalb von drei Jahren vergrößerten die Eigentümer mehrmals die Küche und modernisierten sie, insbesondere bezüglich der Kochutensilien. Zudem bauten sie den gesamten Gasthof um. Dort standen nun 64 Tische, wodurch in der Hauptsaison an einem Tag zwischen 1.000 und 2.000 Gästen bedient wurden. Zu den neuen Esszimmern gehörten eine Terrasse, die später zu einem Innenraum wurde, sowie der Gartenraum. Er hieß so, weil in seiner Mitte ein großer Baumstamm stand. Durch die Fenster hatten die Gäste einen Blick auf den Rasen, weswegen er der beliebteste Speisesaal war.
Im Tollhouse Inn waren in den Anfangsjahren nur eine Kellnerin und ein Aushilfskoch angestellt. Die Belegschaft erhöhte sich später auf über 100 Bedienstete. Eine ehemalige für Wakefield tätige Kellnerin beschrieb sie in einem Interview als „äußerst streng“. So hätten alle Servietten perfekt gefaltet sein müssen und das Bedienpersonal die Bestellungen nicht wie sonst üblich in einem Notizblock aufschreiben dürfen. Stattdessen mussten sie sich diese merken, weshalb sie auch beim Servieren an den Tischen nicht wie in anderen Lokalen fragen durften, wer welches Gericht bestellt hatte. Weitere Regeln in der sieben Seiten langen Anleitung für Angestellte waren die Platzierung des Bestecks eine Daumenbreite von der Tischkante entfernt, ordentlich gebügelte Uniformen, gerade Strumpfnähte und saubere Schuhe. Die Ausbildung der Bediensteten dauerte aus diesem Grund insgesamt drei Monate. Zudem begrüßten die Wakefields täglich persönlich ihre Gäste und begutachteten die Leistungen der Angestellten.

### Köchin
Wakefield übernahm für die Speisekarte ihres Restaurants teilweise Rezepte ihrer Großmutter, andere Gerichte stellte sie selbst zusammen. Zudem erhielt sie nach eigener Aussage kulinarische Ideen von Freunden und Personen, die ihre Ernährungsvorträge besucht hatten. Wakefield bereitete immer kleine Portionen zu, weil dies für den Geschmack und die Konsistenz am besten sei, besonders beim Backen. Daneben verwendete sie nur hochwertige Zutaten, weil es für Butter, Sahne, Eier sowie frisches Obst und Gemüse keine vergleichbaren Ersatzprodukte gebe.
Wakefields Gerichte wurden Anfang der 1930er Jahre nicht nur in Neuengland, sondern in den gesamten Vereinigten Staaten bekannt, weswegen Gäste aus dem ganzen Land zum Tollhouse Inn fuhren. Neben den Hauptgängen wie verschiedenen Zubereitungsarten von Fleisch und Meeresfrüchten erfreuten sich insbesondere Wakefields Desserts großer Beliebtheit. Dazu gehörten Baba au rhum, Boston Cream Pie, Maismehlpudding, Sahnetorten und Lemon Meringue Pie.
Aufgrund der Popularität ihrer Rezepte beschloss Wakefield 1931, sie in einem Kochbuch zu veröffentlichen. Das von ihr und Kenneth gemeinsam herausgebrachte Ruth Wakefield’s Tried and True Recipes verkaufte sich gut, sodass sie in den folgenden Jahren weitere Kochbücher mit neuen Rezepten schrieb, die ebenfalls erfolgreich waren.

### Erfindung des Toll House Cookie
1938 entwickelte Wakefield für ihr Lokal eine neue Kekssorte, den Toll House Cookie mit Zartbitterschokoladenstückchen. In den USA gibt es mehrere Mythen über dessen Entstehung. So habe Wakefield eigentlich gewöhnliche mit Schokolade überzogene Kekse backen wollen. Anstatt eine Schokoladenglasur zu kochen, habe sie Schokoladenstücke in den Teig gegeben, da sie fälschlicherweise angenommen habe, dass sie beim Backen schmelzen und sich über den Keks verteilen würden. Laut anderen Versionen nahm sie aus Sparsamkeit die Schokoladenstückchen statt der Pekannüsse, die sie üblicherweise für ihre Kekse verwendete, oder benutzte die Schokolade wegen der enthaltenen Kakaobutter, nachdem ihr die normale Butter ausgegangen war. Daneben soll sie, weil sie keine Pekannüsse oder Blockschokolade mehr vorrätig hatte, als Ersatz eine Schokoladentafel genommen haben, die ihr ein Angestellter von Nestlé geschenkt hatte.
Allerdings sind diese Behauptungen falsch. Laut der Historikerin Carolyn Wyman, die zur US-amerikanischen Küche forscht, sei Wakefield eine Perfektionistin gewesen. Sie verweist auf den Slogan Confusion is unknown (deutsch etwa Durcheinander gibt es nicht) in den Angestellten-Richtlinien des Tollhouse Inn. Heutzutage sei es beliebt, die Entwicklung bekannter Erfindungen auf Glücksfälle zurückzuführen, was aber auf den Toll House Cookie nicht zutreffe. Wakefield selbst schilderte die Entstehung des Kekses in Interviews in den 1970er-Jahren. Demnach wollte sie den Gästen neben ihren Butterscotch-Pekannusskeksen eine weitere Sorte anbieten. Während Urlauben im Ausland erinnerte sie sich an lebensmittelchemische Experimente mit Schokolade aus ihrer Studienzeit und erdachte darauf basierend ein neues Keksrezept. Nach ihrer Rückkehr führte sie mit ihrer Assistentin Susan Brides die Versuche mit Schokoladentafeln verschiedener Sorten erneut durch. Schließlich zerkleinerten sie die passendste Tafel mit einem Eispickel und gaben die erbsengroßen Stückchen in den Keksteig, die durch den Backvorgang weich und saftig wurden.

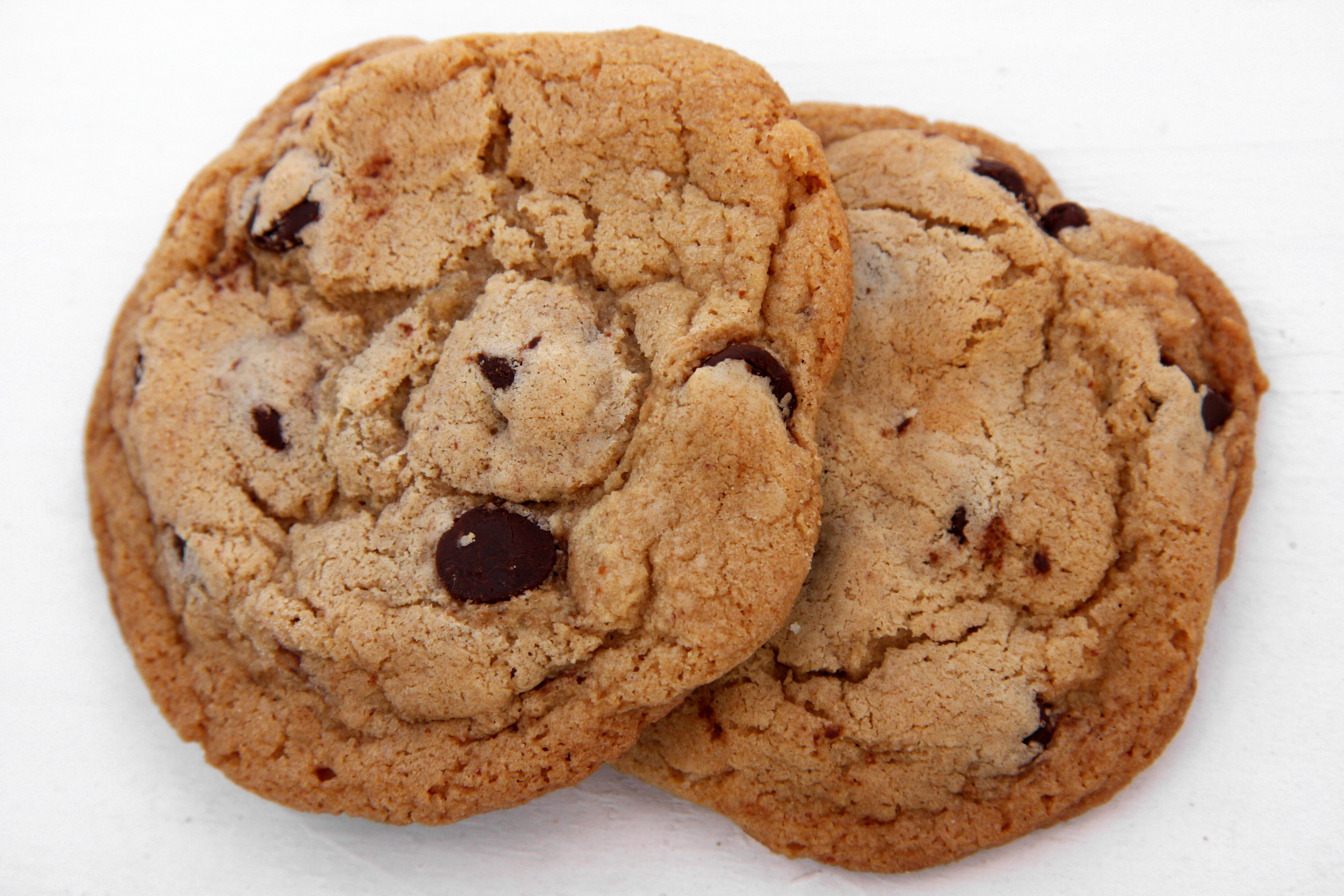
Zwei Toll House Cookies

Wakefield veröffentlichte das Rezept für den Toll House Cookie in ihrem Kochbuch Tried and True Recipes und nannte ihn darin Toll House Chocolate Crunch Cookie. Da Wakefield in der Tat für die Herstellung der Schokoladenstückchen Zartbitter-Tafelschokolade von Nestlé verwendete, kontaktierte das Unternehmen sie und wollte ihr das Rezept abkaufen. Wakefield war damit einverstanden. Sie überließ Nestlé die Rezeptur im März 1939, die fortan auf die Verpackungen der Tafeln gedruckt wurde. Wakefield erhielt als Gegenleistung einen lebenslangen Vorrat an Schokolade. Eigentlich stand ihr laut Vereinbarung auch eine einmalige Zahlung von einem Dollar zu, den sie aber nach eigenen Angaben nicht erhielt. Stattdessen arbeitete sie für Nestlé gelegentlich als bezahlte Beraterin in der Lebensmittelentwicklung.
Ein Nachdruck des Rezepts für Toll House Cookies erschien Ende der 1930er-Jahre in der großen Tageszeitung Boston Herald. Zudem wurde Wakefield in die Radio-Talkshow Famous Foods From Famous Eating Places von Marjorie Child Husted eingeladen, der Darstellerin der bekannten Werbefigur Betty Crocker. Diese Medienauftritte machten die Kekssorte noch bekannter, was sich durch den Zweiten Weltkrieg weiter verstärkte. Die Kekse waren oft in Essenspaketen enthalten, die Soldaten aus Neuengland von ihren Angehörigen erhielten. Sie teilten sie mit ihren Kameraden, worauf Wakefield Keksbestellungen für Streitkräfte aus den gesamten USA erhielt. In der Folge lösten die Kekse den Biskuitkuchen Hot milk cake und die Lebkuchen Mary Jane Gingerbread als Wakefields beliebteste Desserts ab. Letztere blieben jedoch die Lieblingsnachspeise des späteren US-Präsidenten John F. Kennedy, dessen Mutter Rose Kennedy ihm während seines Kriegsdienstes wöchentlich eine Packung davon schickte. Bereits vor dem Krieg orderte Kennedys Vater Joseph P. Kennedy für seine Kinder regelmäßig die Toll House Brownies.

## Karriereende
1966 zogen sich die Wakefields aus dem Gastronomiegewerbe zurück und verkauften das Tollhouse Inn. Ruth Wakefield lebte fortan mit ihrem Ehemann auf einem Anwesen in Duxbury und starb 1977 nach langer Krankheit im Jordan Hospital in Plymouth.

## Nachwirkung
Die neuen Betreiber des Toll House Inn machten daraus das Restaurant Saccone’s Toll House Restaurant. Sie boten dort selbst gemachte, abgepackte Kekse unter dem Namen Toll House Cookies an, worauf sie 1982 von Nestlé wegen einer angeblichen Urheberrechtsverletzung verklagt wurden. Ein United States District Court entschied am 24. August des darauffolgenden Jahres, dass das Unternehmen keine Exklusivrechte am Namen besitze. Der Begriff Toll House Cookie sei seit Langem ein Gattungsname für Kekse und beziehe sich nicht auf ein Produkt einer bestimmten Marke. Seit dem Gerichtsurteil werden Wakefields Kekse von etlichen Herstellern in den Vereinigten Staaten unter verschiedenen Namen auf den Markt gebracht. Manche verwenden weiterhin den Begriff Toll House Cookie, jedoch ist der Keks in der Gegenwart vor allem unter der Bezeichnung Chocolate chip cookie (deutsch etwa Keks mit Schokoladensplittern) verbreitet. Er gilt als beliebtester Keks der Vereinigten Staaten, da davon jährlich sieben Milliarden gebacken werden.
Aufgrund eines 2017 erschienen Sachbuchs über bekannte US-amerikanische Desserts wird gelegentlich angezweifelt, ob Wakefield die Chocolate chip cookies erfand. Die Autorin, die in den Vereinigten Staaten bekannte Konditorin Stella Parks, behauptete, während ihrer Recherchen Zeitungs-Werbeanzeigen von 1928 gefunden zu haben. In diesen seien Chocolate chip cookies genannte Kekse beworben worden. Deren Hersteller wollten sich nach ihrer Ansicht nicht die Mühe machen, Schokolade zu raspeln, weil dies damals sehr mühsam gewesen wäre, und nahmen deswegen Schokoladensplitter aus zerkleinerter Tafelschokolade. In den 1930er Jahren hätten alle große Supermarktketten die Kekse in ihrem Sortiment geführt. Zudem ähnle das Rezept für jumbles, einer in den 1870er Jahren beliebten Kekssorte, stark dem der Toll House Cookies. Bei einem gemeinsamen Gespräch mit Wymann räumte Parks allerdings ein, dass sich Wakefields Kekse von den anderen Chocolate chip cookies unterschieden und stattdessen den heutigen nahekämen. Deswegen sei sie zwar nicht die Erfinderin der Kekssorte, habe sie aber in den gesamten Vereinigten Staaten bekannt gemacht und die auch nach mehreren Jahrzehnten noch geläufige Rezeptur entwickelt.

## Würdigungen
Wegen ihrer Karriere als erfolgreiche Gastwirtin und Köchin war Wakefield Teil einer Monopoly-Variante aus dem Jahr 2019. Bei Ms. Monopoly erwerben die Spieler nicht wie in der Originalversion Grundstücke, sondern berühmte Erfindungen, die Frauen erdachten. Darunter waren auch die Chocolate chip cookies. Im selben Jahr erschien innerhalb der Reihe Overlooked der New York Times, die in der Öffentlichkeit in Vergessenheit geratene Personen mit interessantem Lebenslauf porträtiert, ein Nachruf auf Wakefield.